# لرود (سمام)
لرود (بالفارسية: لرود) هي قرية تقع في إيران في غيلان. يقدر عدد سكانها بـ 442 نسمة بحسب إحصاء 2016.